# Jaime Vélez
Jaime Vélez – kolumbijski zapaśnik walczący w obu stylach. Brązowy medalista igrzysk Ameryki Środkowej i Karaibów w 1974, a także igrzysk boliwaryjskich w 1981 roku.